# 신선조
신선조(일본어: 新選組 신센구미[*])는 에도시대 말기인 1863년에 창설된 준군사조직이다. 원래는 교토로 가는 쇼군의 신변보호를 목적으로 조직되었으나 이후 교토의 치안유지를 목적으로 활동을 하였으며 막부에 반대하는 세력과 싸웠다. 이후 막부 체제가 붕괴하자 막부군의 일원으로 정부군에 저항하는 보신 전쟁에 참전하였다. 원래 에도에서 조직될 당시에는 '로시구미'(浪士組)라고 칭하였으나 이후 신센구미로 바꾸었다. 한자로는 '新撰組'라고 표기된 자료도 있으나 국장인 곤도 이사미도 '選'과 '撰'을 모두 썼다. 엄한 규율 유지를 위해 도입한 국중법도로 숙청을 하거나, '誠' 한 글자로 만든 깃발, 소매 부분에 톱니모양의 무늬를 넣은 독특한 하오리(羽織 - 일본옷 위에 입는 짧은 겉옷)복장으로 유명하다.
그들이 유명하게 된 계기로는 이케다야 사건(池田屋事件)을 들 수 있다.

## 개요
막부 말기 일본의 교토(京都)는 정치의 중심지가 되었고 여러 번(藩)으로부터 존왕양이(尊王攘夷) ・ 도막(倒幕) 운동을 위한 지사(志士)를 자처하는 자들이 몰려들어, 기왕의 교토 치안 유지를 맡고 있던 교토 쇼시다이(京都所司代)와 교토 마치부교(京都町奉行)만으로는 본연의 임무를 수행해 내기 어려울 것이라 판단한 막부는 기요카와 하치로(清河八郎)의 헌책을 수용하여 로시구미(浪士組)의 결성을 꾀하였다.
이들 로시구미는 에도(江戸)에서 구인을 거쳐서 교토로 이동하는 방식이었다. 그러나 기요카와의 연설로 그 본의(후술)를 알게 된 곤도 이사미(近藤勇)나 세리자와 카모(芹沢鴨) 등이 반발하여, 교토 수호직(京都守護職)을 맡고 있던 아이즈 번주(会津藩主) ・ 마쓰다이라 가타모리(松平容保)의 비호 아래 신센구미(新撰組)로써 발족하게 되었다. 같은 임무를 띤 교토 미마와리구미(見廻組)가 정식 막신(幕臣, 하타모토旗本、고케닌御家人 등)으로 구성된 정규 조직이었던 것에 비해 신센구미는 낭사(浪士, 죠닌町人、농민 신분 포함)로 구성되어 있던 「아이즈 번 청부」라는 비정규 조직이었다.
대원의 수는 그 전신이었던 미부로시구미(壬生浪士組) 24명으로 발족하였는데, 신센구미가 한창 번창하였을 때는 2백 명을 넘었다고 한다. 신센구미의 임무는 교토에서 활동하는 불량한 낭사(浪士)들이나 도막 운동을 펼치는 지사들에 대한 수색과 체포, 담당 지역의 순찰과 경비, 반란 진압 등이었다. 그런 한편으로 상인들로부터 반강제로 자금을 제공받으며, 규칙 위반자를 차례로 숙청하는 등 내부 항쟁을 벌이기도 하였다.
게이오(慶応) 3년(1867년) 6월에 막부의 신하로 채용되었다. 이듬해에 보신전쟁(戊辰戦争)이 시작되고, 옛 막부군을 따라 전장을 옮겨다니며 전투를 벌였으나, 보신전쟁이 끝난 뒤 해산되었다.

## 역사

### 결성
분큐(文久) 2년(1862년) 에도 막부(江戸幕府)는 쇼나이 번(庄内藩)의 향사(郷士)였던 기요카와 하치로(清河八郎)의 헌책을 받아들여 쇼군(将軍) ・ 도쿠가와 이에모치(徳川家茂)의 교토 상경에 즈음해 쇼군을 경호한다는 명목으로 낭사(浪士)들을 모집하였다.
이듬해인 분큐 3년(1863년) 2월, 모집한 2백 명 정도의 낭사들은 쇼군의 상경에 앞서 「로시구미」(浪士組)로써 하나의 집단을 이루어 나카센도(中山道)를 따라 서쪽으로 향하였다. 이들을 교토까지 인솔할 낭사취체역(浪士取締役)으로는 마쓰다이라 가즈사노스케(松平上総介), 우도노 규오(鵜殿鳩翁), 구보타 신쇼(窪田鎮勝), 야마오카 데쓰타로(山岡鉄太郎), 마쓰오카 요로즈(松岡萬), 나카죠 긴노스케(中條金之助), 사사키 다다사부로(佐々木只三郎) 등이 맡았다.
그런데 이들이 교토에 도착한 뒤, 처음 이들을 조직할 것을 주장했던 기요카와가 애초부터 근왕세력과 내통하고 로시구미를 천황 휘하의 병력으로 삼으려 하였다는 계책이 발각된다. 낭사취체역을 맡고 있던 이들 간의 협의 결과, 기요카와의 계획을 저지하기 위하여 낭사들을 에도로 돌려보내자는 것이 결정되었다. 그러나 이러한 결정에 대해 곤도 이사미、히지카타 토시조(土方歳三) 등을 중심으로 하는 시위관파(試衛館派)와 세리자와 카모를 중심으로 하는 미토파(水戸派)는 끝까지 쇼군을 경호하겠다며 교토에 남을 것을 주장하였다.
우도노 규오는 로시구미의 도노우치 요시오(殿内義雄)와 이에사토 지로(家里次郎)에게 잔류자를 모으도록 지시하였고, 이에 응하여 시위관파, 미토파, 도노우치 이하, 네기시 도모야마(根岸友山) 일파 등이 교토의 미부 촌(壬生村)에 남았는데, 네기시파는 직후 조직을 빠져나왔다. 도노우치 ・ 이에사토는 이후 배척되어 그 해 3월에 공무합체(公武合体)를 기조로 하는 양이 단행 실현에 조력하는 것을 목적으로 신센구미의 전신이 되는 「미부로시구미」(壬生浪士組, 정충낭사조精忠浪士組)를 결성하였다. 한편 에도로 돌아갔던 이들은 신미조(新徴組)를 결성하였다.
미부로시구미는 미부 촌의 야기 저택(八木邸)과 마에카와 저택(前川邸) 및 주변 저택을 둔소(屯所, 본부)로 삼고 제1차 대사(隊士) 모집을 실시하였다. 그 결과 36명 정도의 인원이 모였으며, 교토 수호직 마쓰다이라 가타모리로부터 불손한 낭사들의 체포 및 저자 경비를 위임받았다.
4월에 오사카(大坂)의 환전상 히라노야 고베(平野屋五兵衛)에게 100냥을 제공받아 이를 밑천으로 대원복과 깃발을 마련하고, 조직의 법규를 제정하였다.
6월에 오사카 스모 선수들과의 난투가 벌어져서 숱한 사상자를 내는 가운데 미부로시구미 사이에도 부상자가 나왔다. 부교도코로(奉行所)에서는 레키시측의 잘못으로 판단하고 레키시측은 미부로시구미에 50냥의 배상금을 제공하였다.
8월에 세리자와 카모 등 약 30명의 대사들이 교토의 실 가게 상인 야마토야 쇼베에(大和屋庄兵衛)로부터 신센구미 자금책을 더 이상 맡을 수 없다고 거절을 들은 것에 대해 격노하며 야마토야에 불을 지르고 화재 진압을 위해 출동한 소방수들의 진입도 칼을 휘둘러가며 막는 사태가 벌어졌다. 결국 야마토야는 하룻밤 사이에 모두 불타버렸고, 이 사건은 마쓰다이라 가타모리의 격노를 사서 곤도 등을 불러 그들에 대한 처치를 명하는 것으로 이어지게 되었는데, 세리자와 및 미부로시구미의 관여에 대해서는 부정적인 견해가 존재하고 있다.
그 달에 미부로시구미는 8월 18일의 정변이라 불리는 사건의 경비로 출동하여, 그 능력을 평가받았다. 그리고 새로운 이름으로 「신센구미」(新選組)를 받게 되었다. 신센구미라는 이름은 무가전주(武家伝奏)로부터 받았다는 설과 마쓰다이라 가타모리로부터 받았다는 두 가지 설이 있는데, 후자의 경우는 아이즈 번주 본진의 경비 부대 이름을 번주 가타모리 자신으로부터 받았다는 의미가 된다.
9월에 곤도 ・ 히지카타 등 시위관파가 야기 저택에서 세리자와 카모、히라야마 고로(平山五郎)를 암살하고 히라마 시게스케(平間重助)는 탈주、노구치 겐지(野口健司)는 12월에 할복하였다. 미토파는 조직 내에서 일소되고 신센구미파가 조직 전체를 장악하여 곤도 이사미를 정점으로 하는 신센구미 조직이 정비된다.

### 발전
신센구미는 겐지(元治) 원년(1864년) 6월 5일 이케다야 사건(池田屋事件)으로 존왕양이파 지사들을 대거 참살 ・ 체포하였다. 8월에는 금문의 변(禁門の変)을 진압하는 데에도 참가하였다.
이케다야 사건과 금문의 변에서의 활약상으로 신센구미는 조정 ・ 막부 ・ 아이즈 번으로부터 활약상에 대한 칭찬과 함께 200냥 정도의 은상을 하사받았으며, 그 해 9월에는 제2차 대사 모집을 실시, 나아가 국장 곤도 이사미가 에도로 귀향하였을 즈음에 이토 가시타로(伊東甲子太郎) 등의 일파가 입대하였다. 신센구미는 2백 명을 넘는 집단으로 성장하였으며 대사를 수용하기 위하여 미부 둔소(壬生屯所)에서 니시혼간지(西本願寺)로 본거지를 옮겼다.
조슈 정벌(長州征伐) 참가에 대비하여 전장에서의 지휘 명령을 명확하게 하기 위하여 소대(小隊)제도(1번조~8번조 및 小荷駄雑具)로 개조하였다. 「군중법도」(軍中法度)도 제정하였다. 그러나 신센구미에 대한 출동 명령은 내려지지 않았다.
게이오 3년(1867년) 3월에 이토 가시타로 등의 일파가 사상의 차이 등으로 인하여 고료에지(御陵衛士)를 결성하여 신센구미를 이탈하였다. 6월에 신센구미는 막신으로 인정받았으며, 11월에 고료에지를 격퇴하고 이토 등을 암살하였다. 이를 아부라노코지 사건(油小路事件)이라 한다.

### 해산
게이오 3년(1867년) 10월에 쇼군 도쿠가와 요시노부(徳川慶喜)가 대정봉환(大政奉還)을 행하였다. 신센구미는 옛 막부군을 따라 보신전쟁(戊辰戦争)에 참가하였으나, 첫 전투였던 도바 후시미 전투(鳥羽・伏見の戦い)에서 신정부군에 패하였다. 에노모토 다케아키(榎本武揚)가 이끄는 막부 소유의 군함으로 에도로 물러났다. 이 시기 불리함을 깨달은 대원들이 잇따라 탈주하면서 전력이 저하되었다.
그 뒤 막부로부터 신정부군의 고후(甲府) 진군을 막는 임무를 맡아 갑양진무대(甲陽鎮撫隊)라 이름을 고치고 고슈 가도(甲州街道)를 따라 고슈 성(甲府城)으로 진군하였으나 도중에 고슈 가쓰누마 전투(甲州勝沼の戦い)에서 신정부군에 다시금 패퇴하고 에도로 돌아온다. 이때 방침의 차이로 나가쿠라 신파치(永倉新八)、하라다 사노스케(原田左之助)가 이탈해 정병대(靖兵隊)를 결성하였고, 곤도, 히지카타 등은 재기를 노리고 산으로 흩어져서 이동하였으나, 곤도가 신정부군에 체포되어 처형되고 오키타 소지(沖田総司)도 지병이었던 폐결핵으로 에도에서 사망, 이어 여러 사정으로 에도에 돌아왔던 하라다도 창의대(彰義隊)에 가입하여 우에노 전쟁(上野戦争)에서 싸우다 전사하였다(그의 죽음에 대해서는 여러 가지 설이 있다).
신센구미는 우쓰노미야 성 전투(宇都宮城の戦い)、아이즈 전쟁(会津戦争) 등에도 참가하였으나 아이즈에서는 사이토 하지메(斎藤一) 등이 이탈해 잔류하였으며, 남은 대원들은 에조치(蝦夷地)를 향해 가서 에노모토 등에 합류, 후타마타구치 전투(二股口の戦い) 등에서 활약하였다(에조 공화국 항목 참조). 신정부군이 하코타테(箱館)로 진군해 오자 헨텐다이바(弁天台場)에서 신정부군과 싸우던 대원들을 돕고자 히지카타 등 여러 명이 나섰다가, 히지카타는 총탄에 맞아 전사하고 식량이나 물도 떨어져 결국 신센구미는 항복하였다. 옛 막부군은 하코타테의 고료가쿠(五稜郭)에서 신정부군에 항복하였다(하코타테 전쟁).
메이지 신정부는 신센구미 대원의 유족들에게 유품을 소유하는 것을 금지하였다.

## 연표

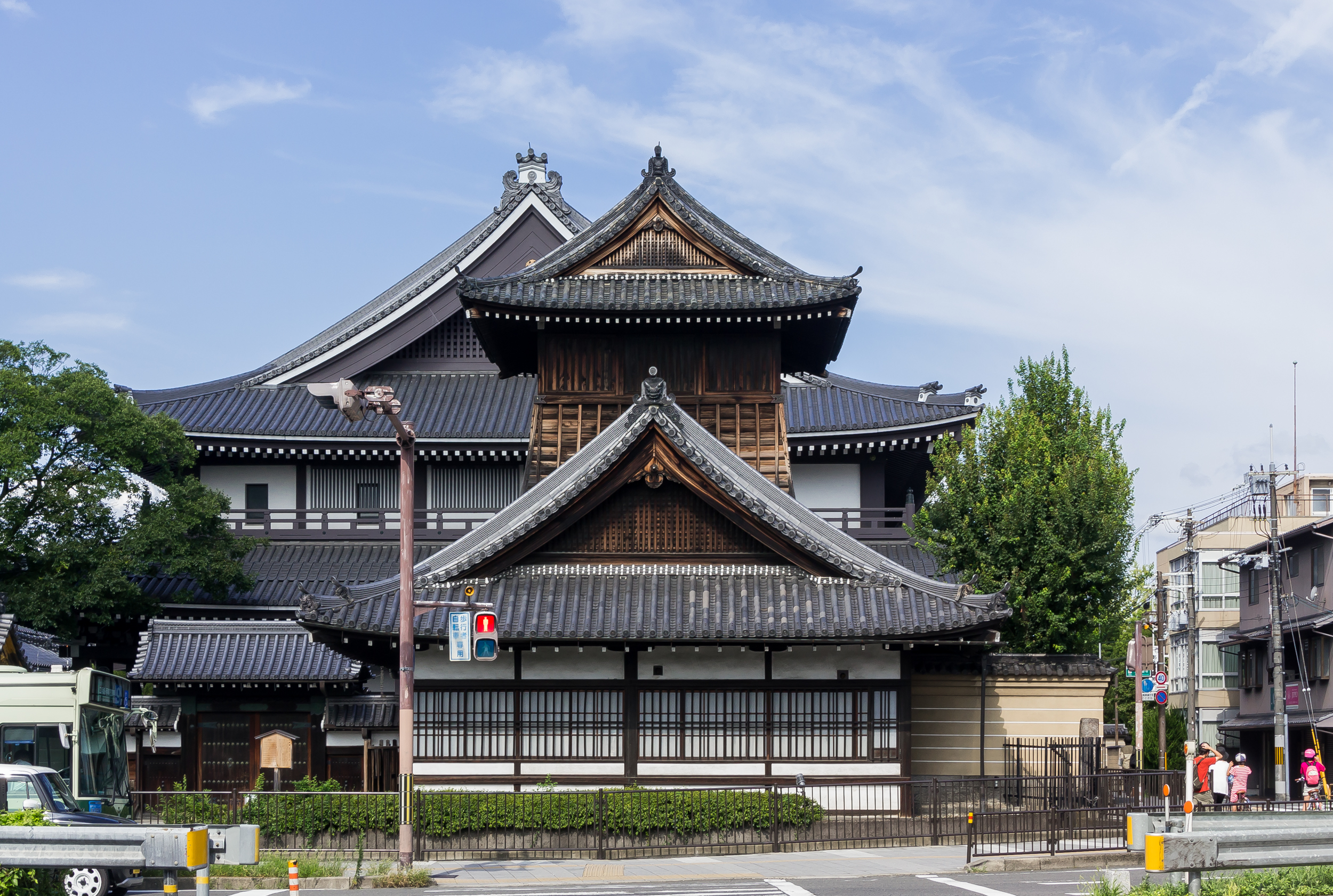
신선조의 본영이 있었던 니시혼간지(西本願寺)의 태고루(太鼓楼)

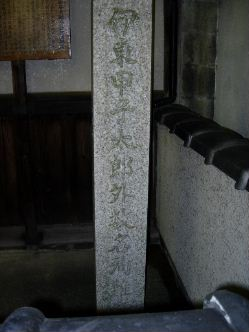
혼코지(本光寺)에 소재한 이토 가시타로 순난지비(殉難の地碑)

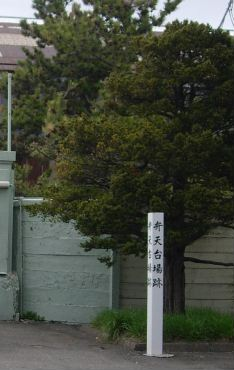
벤텐다이바(弁天台場) 터

### 분큐 3년(1863년)
- 분큐(文久) 3년 2월 8일 로시구미(浪士組)가 에도에서 출발하였다.
- 분큐 3년 2월 23일 교토에 도착하다.
- 분큐 3년 3월 12일 아이즈 번에 소속되게 되었고、미부로시구미(壬生浪士組)라는 이름을 받았다.
- 분큐 3년 3월 25일 도노우치 요시오(殿内義雄)가 피살되었다.
- 분큐 3년 6월 3일 오사카 스모(大坂相撲)의 리키시(力士)와 난투하였다.
- 분큐 3년 8월 13일 오사카야 방화 사건(大和屋焼き討ち事件)이 발생하였다.
- 분큐 3년 8월 18일 8월 18일의 정변(八月十八日の政変). 고쇼(대궐)의 경비로 출동하였다.
- 분큐 3년 9월 13일 다나카 이오리(田中伊織)가 암살되었다.
- 분큐 3년 9월 18일 세리자와 카모, 히라야마 고로(平山五郎)가 내부 항쟁으로 숙청되고 히라마 쥬스케(平間重助)가 탈주하다(이설도 있음).
- 분큐 3년 9월 25일 부대 이름을 신선조(新選組)로 고치다.
- 분큐 3년 9월 26일 미쿠라 이세타케(御倉伊勢武), 아라키다 사마노스케(荒木田左馬之助), 구스노키 고쥬로(楠小十郎)가 조슈 번(長州藩)의 간자(間者)라 하여 숙청되었다.
- 분큐 3년 10월 이와키쇼야 사건(岩城升屋事件). 오사카의 포목상(呉服商) 이와키쇼야(岩城升屋)에 쳐들어간 불령한 로시를 격퇴하였다.
- 분큐 3년 12월 27일 노구치 겐지(野口健司)가 할복하다.

### 분큐 4년, 겐지(元治) 원년(1864년)
- 겐지 원년5월 20일 오사카 니시마치부교쇼(大坂西町奉行所)의 요리키(与力) ・ 우치야마 히코지로(内山彦次郎)가 피살당하다.
- 겐지 원년 6월 5일 이케다야 사건(池田屋事件). 오쿠자와 에이스케(奥沢栄助)가 전사하고, 안도 하야타로(安藤早太郎), 닛타 가쿠자에몬(新田革左衛門) 등이 부상을 입어 한 달 뒤에 사망하였다.
- 겐지 원년 6월 10일 아케보노 정 사건(明保野亭事件). 이케다야 사건의 잔당들을 포박하다.
- 겐지 원년 7월 19일 금문의 변(禁門の変). 반란을 일으킨 조슈 번사의 진압에 출동하였다.
- 겐지 원년 8월 무렵 곤도 이사미의 태도에 유감을 품은 나가쿠라 신파치, 사이토 하지메, 하라다 사노스케, 시마다 카이(島田魁), 오세키 세이이치로(尾関政一郎), 가즈라야마 다케하치로(葛山武八郎)가 아이즈 번의 번주 ・ 마쓰다이라 가타모리에게 비행 5개 조(非行五ヶ条)를 제출하였다.
- 겐지 원년 10월 27일 이토 가시타로 등이 신선조에 입대하다.

### 겐지(元治) 2년, 게이오(慶応) 원년(1865년)
- 겐지 2년 1월 8일 젠자이야 사건(ぜんざい屋事件). 도사 근왕당(土佐勤王党)의 잔당에 의한 오사카성 탈취 계획(大坂城乗っ取り計画)을 저지하였다.
- 겐지 2년 2월 23일 야마나미 게이스케(山南敬助) 할복하다.
- 겐지 2년 3월 10일 니시혼간지(西本願寺)로 둔소를 옮기다.
- 게이오(慶応) 원년 9월 1일 마쓰바라 쥬지(松原忠司)가 사망하다.

### 게이오 2년(1866년)
- 게이오 2년 2월 15일 가와이 기사부로(河合耆三郎) 할복하다.
- 게이오 2년 4월 1일 다니 산주로(谷三十郎) 사망하다.
- 게이오 2년 9월 12일 산조 세이사쓰 사건(三条制札事件). 교토 산조 대교(三条大橋)의 사이사쓰(制札)를 뽑아버린 도사 번의 번사를 포박하였다.

### 게이오 3년(1867년)
- 게이오 3년 3월 20일 이토 가시타로, 도도 헤이스케, 사이토 하지메 등 13인이 고료에지(御陵衛士)를 결성하여 신선조를 이탈하였다(사이토는 간자로 잠입해 들어간 것이어서 훗날 신선조로 복귀하였다).
- 게이오 3년 6월 10일 신선조의 막신(幕臣)으로의 등용이 결정되었다.
- 게이오 3년 6월 15일 후도도 촌(不動堂村)으로 둔소를 옮기다.[1]
- 게이오 3년 6월 22일 다케다 간류사이(武田観柳斎)가 피살되었다.
- 게이오 3년 11월 18일 아부라노코지 사건(油小路事件). 고료에지와의 항쟁 사건. 이토 가시타로, 도도 헤이스케, 모나이 아리노스케(毛内有之助), 핫토리 다케오(服部武雄) 등이 피살되었다(도도에 관해서는 생존설도 있다).
- 게이오 3년 12월 7일 덴만야 사건(天満屋事件). 해원대(海援隊)의 대원과 ・ 육원대(陸援隊)의 대원들끼리의 전투가 벌어졌다. 미야카와 신키치(宮川信吉)와 후나쓰 부타로(舟津釜太郎)는 전사하고, 우메도 가쓰노신(梅戸勝之進)이 중상을 입었다.
- 게이오 3년 12월 18일 곤도 이사미가 고료에지 잔당들에게 저격당하여 중상을 입었다.

### 게이오 4년, 메이지(明治) 원년(1868년)
- 게이오 4년 1월 3일 도바 후시미 전투(鳥羽・伏見の戦い). 신선조 대원 1명이 전사하였다.
- 게이오 4년 1월 5일 요도 센요마쓰 전투(淀千両松の戦い). 이노우에 겐자부로(井上源三郎) 등 신선조 대원 7명이 전사하였다.
- 게이오 4년 1월 6일 하시모토 전투(橋本の戦い). 신선조 대원 4명이 전사하였다.
- 게이오 4년 1월 10일 군함 후지산마루(富士山丸)와 순토마루(順動丸)로 에도로 가던 도중에 야마자키 스스무(山崎丞)가 사망하였다(다른 설도 있다).
- 게이오 4년 3월 6일 고슈 가쓰누마 전투(甲州勝沼の戦い). 신선조 대원 2명이 전사하였다.
- 게이오 4년 3월 12일 나가쿠라 신파치, 하라다 사노스케 등이 정병대(靖兵隊)를 결성하여 신선조를 이탈하였다.
- 게이오 4년 3월 13일 고효에 닛타(五兵衛新田, 도쿄도 아다치구 아야세綾瀬4초메)의 긴코케(金子家)를 중심으로 둔영을 두고 머물렀다(4월 1일까지).
- 게이오 4년 4월 2일 가즈사(下総)의 나가레야마(流山)에 진을 치다.
- 게이오 4년 4월 3일 곤도 이사미, 신정부군에 포위되어 투항하다.
- 게이오 4년 4월 12일 히지카타 도시조, 옛 막부 육군에 가담하다.
- 게이오 4년 4월 19일 우쓰노미야 성 전투(宇都宮城の戦い)
- 게이오 4년 4월 25일 곤도 이사미, 이타바시 처형장(板橋刑場)에서 처형되었다.
- 게이오 4년 윤4월 25일 시라카와구치 전투(白河口の戦い).
- 게이오 4년 5월 17일 하라다 사노스케 사망하다(다른 설도 있다).
- 게이오 4년 5월 30일 오키타 소지, 폐결핵으로 에도에서 사망하다.
- 게이오 4년 8월 21일 보나리토게 전투(母成峠の戦い).
- 게이오 4년 8월 24일 야마구치 지로(山口二郎), 이케다 시치사부로(池田七三郎) 등 13인이 아이즈에 잔류하였다.
- 메이지(明治) 원년10월 26일 옛 막부군, 하코다테(箱館) ・ 고료가쿠(五稜郭)에 입성하다.

### 1869년(메이지 2년)
- 1869년 4월 13일 제1차 후타마타구치 전투(二股口の戦い).
- 1869년 4월 24일 제2차 후타마타구치 전투
- 1869년 5월 5일 이치무라 데쓰노스케(市村鉄之助)가 하코다테를 탈출하였다.
- 1869년 5월 11일 잇본키 관문(一本木関門, 하코다테 시 와카마쓰 정) 부근에서 히지카타 도시조가 전사하였다.
- 1869년 5월 14일 소마 도노모(相馬主計)가 신선조 국장(局長)으로 취임, 벤텐다이바(弁天台場)의 신선조는 항복하였다.
- 1869년 5월 18일 옛 막부군 항복, 보신 전쟁(戊辰戦争)

### 1915년(다이쇼4년)
- 1915년(다이쇼 4년) 1월 5일 나가쿠라 신파치가 홋카이도의 오타루에서 사망하였다.

### 1938년(쇼와 13년)
- 1938년(쇼와 13년) 1월 16일 현재까지 알려진 신선조의 마지막 생존자 이케다 시치사부로(池田七三郎)가 병으로 사망하였다. 이로써 현재까지 알려진 인물 가운데 생존한 신선조의 대원은 모두 사라졌다.

## 실상

### 평가의 변천
메이지 시대 일본에서 신센구미와 적대했던 삿초(薩長) 출신 인사들이 정치의 실권을 장악하고 있었던 점, 황국사관(皇国史観)의 영향으로 메이지 신정부의 '적군'으로 찍힌 신센구미를 부정하는 풍조가 강하였기 때문에 사학적인 연구도 지진하였다. 다이쇼 시대(大正時代)에 이르러 오사라기 지로(大佛次郎)가 쓴 소설 『구라마텐구』(鞍馬天狗)에서도 신센구미는 악역으로 묘사되고 있다. 다만 고단(講談)의 영향으로 서민들로부터는 어느 정도 인기가 있었으며, 『구라마텐구』 작중에서도 곤도 이사미만큼은 다른 신센구미 대원들과는 다른 인격자이자 호걸로써 묘사되고 있다.
1928년(쇼와 3년) 시모자와 칸(子母澤寛)의 『신센구미 시말기』(新選組始末記), 히라오 미치오(平尾道雄)의 『신센구미 사록』(新撰組史録) 등이 간행되고, 신센구미는 재평가되기 시작하였다. 1933년(쇼와 8년) 일본 경시청(警視庁)에 창설된 특별경비대(特別警備隊, 경시청 기동대의 전신)는 「쇼와의 신센구미」(昭和の新選組)라는 통칭으로 익숙하였다. 태평양 전쟁 중에는 일본 육군으로 편성된 비행 제47전대(초대 대장 시모야마下山登 중좌中佐, 2대 대장 오쿠다奥田暢 소좌少佐와 해군으로 편성된 제343해군항공대 전투301비행대(대장 스가노 다다시菅野直 대위大尉)도 「신센구미」라 불리고 있었다.
패전 뒤에는 영화나 텔레비전 드라마로 신센구미가 주역으로 등장하는 작품도 늘어났으며, 대원들 면면에 대해서도 초점을 맞추게 되었다. 1960년대에 방송되었던 시바 료타로(司馬遼太郎)의 동명의 소설을 원작으로 하는 『신센구미 혈풍록』(新選組血風録)、『타올라라 검』(燃えよ剣)은 신센구미 붐을 일으키기까지 하였다.

## 조직
신센구미는 유신지사들에게는 자비가 없는 것과 극악무도 하다는 것으로 유명했다. 극도로 엄격한 내부규율로 인해 할복이나 처형에 의해 희생된 단원들도 전체 사망자에서 반을 차지했다. 하지만 딱히 할 일이 없는 로닌들은 대부분 높은 급료를 위해 마다 않고 참가하였다. 또한 탈퇴는 허용되지 않았다.

### 역대 국장
- 세리자와 가모 - 곤도계파에 의해 암살.
- 니미 니시키 - 할복했다고 하나 오키타에게 암살되었다는 설도 있음. 세리자와의 심복 중 한 명이었다고 한다.
- 곤도 이사미 - 가장 대표적인 국장/신센구미를 이끌어간 사람. 도바 후시미 전투에서 항복 후 사형

### 국장 보좌
- 부장: 히지카타 도시조 - 곤도의 옆에서 신센구미를 최강의 집단으로 성장시킨 인물. 보신 전쟁때 에조공화국 국방장관. 하코다테 전투 중 사망
- 총장: 야마나미 게이스케 - 총장이었으나 어느날 신센구미를 탈영한 이유로 할복
- 참모: 이토 가시타로 - 본래 근왕론자로써 신센구미와는 정치적 의견이 맞지 않아 이탈하고 고료우에지(御陵衛士)를 창설. 후에 아부라코지에서 신센구미에게 암살당했다. 문무 모두 뛰어나 문학 사범도 하였으며 북진일도류의 달인이었다고 한다.

### 부장 보좌
- 1번대: 오키타 소지 - 신센구미의 제일 가는 검객이었다고 일컬어진다. 천연이심류의 달인/폐결핵으로 사망
- 2번대: 나가쿠라 신파치 - 신센구미내에서 얼마안되는 천수를 누렸던 사람들중 한 명/오키타, 사이토와 함께 검의 달인이었다고 한다. 신도무념류의 달인
- 3번대: 사이토 하지메 - 암살에서는 신센구미 으뜸이었다고 한다.자신만의 독자적인 검술인 일도류를 사용. 이토 가시타로의 탈영 때 함께 탈영했다가 다시 돌아온다. 히지카타의 명을 받고 이토 가시타로를 감시하였다는 설이 있다. 유신 후 천수를 누린다.
- 4번대: 마쓰바라 주지 - 후에 할복. 자세한 자료는 없다. 상냥한 성격이라고 한다.
- 5번대: 다케다 간류사이 - 사쓰마(사츠마)번과 내통하여 사이토 하지메에게 암살당함
- 6번대: 이노우에 겐자부로 - 곤도,히지카타,오키타와 함께 천연이심류를 배운 대 선배이다. 후에 도바 후시미 전투에서 사망
- 7번대: 다니 산주로 - 호조인류 창술의 달인으로 부대의 창술 사범. 후에 사이토에게 암살되었다는 설이 있다.
- 8번대: 도도 헤이스케 - 초기 시위관 고참대원이었으나 후에 이토계파와 가담하여 아부라코우지에서 사망. 별명은 돌격선생, 이토계에 들어간 이유는 자신이 신센구미에 이토 카시타로를 불러들인 죄책감때문이라는 설과 근왕론자였기에 신센구미와 정치적 차이로 인해서라는 설이 있다.
- 9번대: 스즈키 미키사부로 - 참모 이토 카시타로의 동생. 아부라코우지에서 기적적으로 살아 오쿠보 도시미치에서 사실을 알린다.
- 10번대: 하라다 사노스케 - 창술이 대단했다고 일컬어진다. 배에는 할복의 상처가 있었다고 함.
- 감찰: 야마자키 스스무 - 곤도가 아꼈다는 사람 중 하나. 조사의 달인이었다고 한다. 곤도이사미와 히지카타 토시조의 절대적인 신임을 받았다고 한다.
- 감찰: 시노하라 다이노신 - 유술사범도 겸함. 이토계파였으나 아부라코우지에서 살아남는다. 후에 곤도를 저격함.
- 감찰: 시마다 가이 - 나가쿠라의 친구였다고 한다. 천수를 누림. 후에 다케다 간류사이가 암살 당하자 5번대 대장이 됨.
- 제사취조역 및 감찰: 요시무라 간이치로 - 모리오카 번 출신 호쿠신잇토류, 카고시마 신토류 출신. 아사다 지로의 소설 '칼에 지다'의 주인공.

### 검술 사범
- 오키타 소지
- 사이토 하지메
- 도도 헤이스케

### 창술 사범
- 다니 산주로
- 하라다 사노스케

### 포술 사범
- 아베 주로

## 신센구미를 소재로 한 작품
분류:신센구미를 소재로 한 작품 참고.
막말의 혼란상과 사무라이 문화의 마지막을 상징하는 신센구미는 대중에게 인기 높은 역사적 소재로서 다량의 소설, 만화, 영화, 텔레비전 드라마 등이 만들어지고 있다. 특히 2004년에는 미타니 코키 작가의 각본작품 NHK 대하드라마 <신센구미!>가 방영되었으며, 인기그룹 SMAP의 멤버 카토리 싱고가 주인공 곤도 이사미 역을 맡았다.
소라치 히데아키 작가 만화 은혼에는 이 신센구미(신센구미)를 패러디한 진선조(眞選組, 한자가 다르지만 발음은 같다)가 등장하며, 실존 인물들의 이름을 조금씩 변형한 이름을 가진 캐릭터들이 등장한다. (예: 신센구미의 곤도 이사미 → 진선조의 콘도 이사오)
박앵귀라는 오토메 게임은 신센구미 관련 인물들과 역사적 사실 등에 가상의 인물과 판타지 요소를 가미한 게임으로, 신센구미의 중요 간부들을 공략할 수 있는데, 2008년 9월 출시된 원작게임 《박앵귀 ~신센구미기담~》에 이어 2012년 7월에 방영한, 세리자와 카모 암살사건을 다룬 애니메이션《박앵귀 여명록》까지 꾸준한 인기로 시리즈가 연이어 출시되고 있다.
쿠로노 나나에 작가 만화 신찬조이문 피스메이커와 피스메이커 쿠로가네에서는 실존 인물로 신센구미의 최연소 대원이었던 이치무라 테츠노스케를 등장시켜 이야기를 풀어나간다.
바람의 빛이라는 순정만화에서 상상의 인물 세이자부로가 남장을 하고 신선조에 입대하여 벌어지는 이야야기들을 풀어나간다. 우리나라에서는 2021년 11월까지 45권으로 완결되었다.
신센구미 물망초라는 드라마 CD에서는 사이토 하지메, 오키타 소지, 곤도 이사미, 도도 헤이스케, 히지카타 도시조, 야마자키 스스무, 나가쿠라 신파치, 하라다 사노스케, 이토 가시타로, 야마나미 게이스케] 등 10명의 이야기(여성향)를 다루고 있다.

## 같이 보기
- 교토 미마와리구미

1. ↑  “新選組「洛中最後の拠点」諸説論争に決着か　西本願寺古文書に「西九条村」の記述”. 京都新聞. 2020년 6월 8일. 2020년 6월 7일에 원본 문서에서 보존된 문서. 2020년 6월 7일에 확인함. 다음 글자 무시됨: ‘和書’ (도움말)